# Grenzschichtzaun

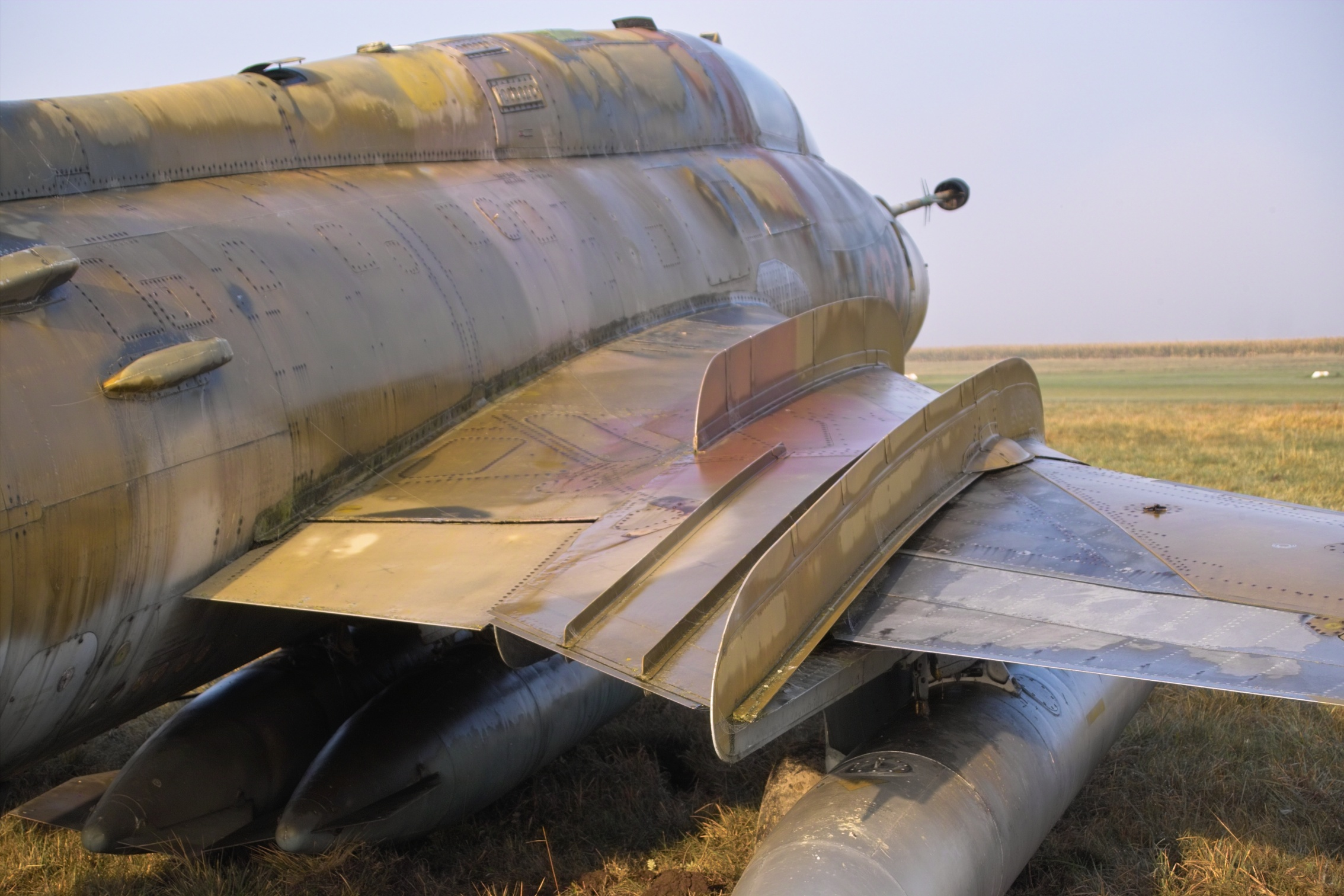
Tragfläche einer Su-22M-4 mit zwei Grenzschichtzäunen

Ein Grenzschichtzaun ist ein aerodynamisches Hilfsmittel, um das Strömungsabreißverhalten an Flugzeugtragflächen zu verbessern. Der Grenzschichtzaun ist ein an der Tragfläche in Anströmrichtung angebrachter Steg, der die Querströmung in der Grenzschicht und damit ein Abfließen der Strömung zur Tragflächenspitze verhindert. Der Grenzschichtzaun wird hauptsächlich bei stark gepfeilten Tragflächen eingesetzt, um den Strömungsabriss am Außenflügel im Bereich der Querruder zu verhindern, der zu einem Abkippen des Flugzeugs führt.
Grenzschichtzäune unterteilen dabei die Tragfläche in mehrere Abschnitte. Moderne Entwurfsmethoden für Tragflächen erlauben meist den Verzicht auf Grenzschichtzäune, die damit zunehmend als Notlösung angesehen werden.

## Geschichte
Der Grenzschichtzaun wurde 1938 von dem bei der Messerschmitt AG arbeitenden Wolfgang Liebe entwickelt und zum Patent angemeldet. Der erste Flug mit Grenzschichtzäunen fand am 16. September 1939 in Augsburg mit einer Messerschmitt Bf 109 B-1 (D-IHHB, WNr. 290) statt. Die Versuche führten zum Erfolg und brachten deutliche Verbesserungen der Langsamflugeigenschaften. Es kam jedoch zu keiner Serieneinführung in Deutschland. Spanische Lizenzbauten nutzten allerdings teilweise diese Erfindung.
Erst nach dem Zweiten Weltkrieg kam mit der MiG-15 ein Flugzeug mit umfassender Grenzschichtzaunnutzung in den Einsatz. Die entsprechenden Tragflächen waren zuvor mit der La-160 getestet worden. Grenzschichtzäune kamen daraufhin weitverbreitet auch bei zivilen Mustern zum Einsatz, so auch den ersten Strahlverkehrsflugzeugen Comet, Tu-104 und Caravelle. Eine einzigartige Ausführung eines Grenzschichtzauns verwendet die Tupolew Tu-160, da dieser erst bei einem Schwenkwinkel der Tragflächen von 65° nach oben gefaltet wird. Bei kleineren Winkeln dient der Zaun  als Abdeckung der Lücke zwischen Tragfläche und Rumpf.

## Nachteil Radarecho
Den aerodynamischen Vorteilen steht der Nachteil starker Radarechos gegenüber. Die an sich glatte Flügelfläche wirft Radarechos nur in bestimmten Winkeln zurück. Grenzschichtzäune (aus Metall) auf der Flügeloberseite wirken aber wie Reflektoren und bilden somit starke Radarechos (Fachbegriff „Radarfackeln“), was zu einer leichten Ortung des Flugzeuges führen kann. Nachdem dieser Effekt erkannt worden war, verschwanden die Grenzschichtzäune bei neueren Militärflugzeugen recht bald wieder. Moderne militärische Flugzeugentwürfe kommen gänzlich ohne Grenzschichtzäune aus. Eine ähnliche Wirkung haben an der Tragflächenunterseite auch Unterflügelstationen, weshalb diese beiden Merkmale an modernen Stealth-Flugzeugen nicht mehr zu finden sind.

## Weitere Möglichkeiten
Neben Grenzschichtzäunen bestehen weitere Möglichkeiten, die Strömung über der Tragfläche – besonders über dem Außenbereich – zu stabilisieren:
- Sägezahn (Aerodynamik)
- Vortexgenerator
- Absaugen/Ausblasen der Grenzschicht
- Strake
- Canardflügel